# Траєкторія вільного повернення

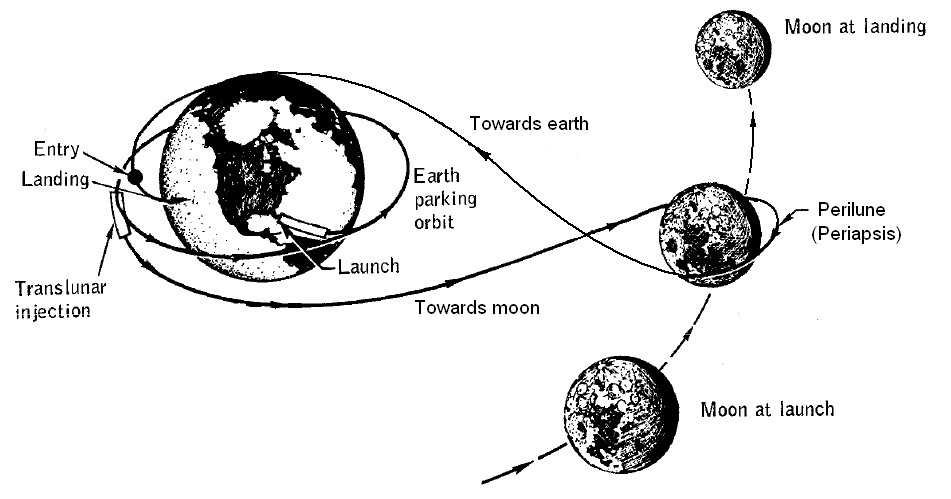
Ескіз навколомісячної траєкторії вільного повернення (масштаб не збережено), нанесений на обертову систему відліку, яка обертається разом із Місяцем. Рух Місяця показано лише для наочності.

В орбітальній механіці траєкторія вільного повернення — це траєкторія космічного апарата, який улітає від одного, масивного тіла (наприклад, Землі), але сила тяжіння другого, легшого тіла (наприклад, Місяця) повертає його до основного тіла, причому під час цього маневру космічний апарат не вмикає свої двигуни (тому повернення називається вільним).
Багато різновидів траєкторій вільного повернення було розроблено для перетину атмосфери. Існують також різновиди траєкторій, які передбачають циклічні переміщення від Землі до Місяця і назад. Космічний апарат, який рухається такою траєкторією, називається циклер (cycler).

## Система Земля— Місяць
Першим космічним апаратом, який рухався траєкторією вільного повернення, був радянський корабель «Луна-3», запущений у жовтні 1959 року. Пролітаючи повз Місяць, він скористався силою його тяжіння, щоб розвернутися й попрямувати назад до Землі. Завдяки цьому маневру зроблені ним фотографії зворотного боку Місяця вдалося передати по радіо на Землю.
Симетричні траєкторії вільного повернення для системи Земля — Місяць досліджував Артур Шванігер (Arthur Schwaniger) із НАСА в 1963 році. Він вивчав випадки, коли траєкторія в певній точці перетинає під прямим кутом лінію, що проходить через центри Землі й Місяця, а також випадки, коли вона перетинає під прямим кутом площину, що містить цю пряму і перпендикуляр до площини орбіти Місяця. В обох цих сценаріях можна виокремити такі траєкторії:
- Траєкторія вільного повернення, яка проходить за орбітою Місяця (cirsumlunar trajectory). Космічний апарат пролітає позаду Місяця (якщо дивитися з Землі). Він рухається там у напрямку, протилежному руху Місяця по своїй орбіті навколо Землі, або в тому ж напрямку, але повільніше, ніж Місяць. Якщо орбіта апарата поблизу Землі починається в нормальному напрямку (із заходу на схід), то вона описує цифру 8 навколо Землі й Місяця (у системі координат, яка обертається разом із Місяцем).
- Траєкторія вільного повернення, яка проходить ближче орбіти Місяця (cislunar trajectory). Спочатку космічний апарат виходить за межі орбіти Місяця, потім повертається всередину його орбіти, рухається перед Місяцем. Гравітація Місяця поступово відводить його знову до орбіти Місяця, а сила земного тяжіння знову повертає його назад до Землі. Насправді немає різниці між цією траєкторією та подібними траєкторіями, які ніколи не виходять за межі орбіти Місяця, але останні не проходять близько до Місяця, тому на практиці вони недоречні.

В обох цих випадках апарат може рухатися як в одному напрямку з Місяцем, так і у зворотному.
Для траєкторій у площині орбіти Місяця з малим радіусом периселенію (тобто з близьким наближенням до Місяця) тривалість польоту для траєкторії вільного повернення, розташованої всередині орбіти Місяця, є більшою, ніж для траєкторії вільного повернення ззовні орбіти Місяця з таким самим радіусом периселенію. Тривалість польоту для траєкторії вільного повернення всередині орбіти Місяця зменшується зі збільшенням радіуса периселенію, а траєкторії поза орбітою Місяця — збільшується.
Швидкість у перигеї на відстані 6555 км від центру Землі для траєкторій, що проходять на відстанях між 2000 і 20 000 км від Місяця, становить між 10,84—10,92 км/с, причому ця швидкість не залежить від того, де саме пролягає траєкторія вільного повернення — всередині орбіти Місяця чи зовні, а також яким є її напрямок — прямим чи зворотним.

### Циклічні траєкторії вільного повернення
Аналізуючи спрощену модель, у якій орбіта Місяця навколо Землі є круговою, Шванігер виявив, що в площині орбіти Місяця існує траєкторія вільного повернення, яка є періодичною. Після повернення на малу висоту над Землею (радіус перигею є параметром, зазвичай 6555 км) космічний апарат продовжував би знову рухатися тією ж траєкторією, почавши нову ітерацію циклу. Така періодична траєкторія є протиобертовою — тобто поблизу Землі апарат рухається зі сходу на захід. Тривалість одного циклу обертання становить приблизно 650 годин (для порівняння: сидеричний місяць становить 655,7 години, або 27,3 дня).
Якщо розглядати цю траєкторію в інерціальній (необертовій) системі відліку, то її перигей розташовуватиметься безпосередньо під Місяцем, коли Місяць знаходиться по один бік від Землі. Швидкість космічного апарата в перигеї становить близько 10,91 км/с. Через три дні він досягає орбіти Місяця, але тепер на протилежному боці Землі, якщо дивитися з Місяця. Ще через кілька днів апарат досягає свого (першого) апогею і починає падати назад до Землі, але коли він наближається до орбіти Місяця, той опиняється неподалік від нього, і відбувається гравітаційна взаємодія. Апарат проходить на ближній стороні Місяця на відстані 2150 км від його центра (410 км над поверхнею) і відкидається назовні, де досягає другого апогею. Потім він падає назад до Землі, повертається на інший бік і проходить інший перигей поблизу того місця, де був перший перигей. Тимчасом Місяць проходить майже на половину своєї орбіти і знову опиняється прямо над апаратом у перигеї.
Інші траєкторії, розташовані всередині орбіти Місяця, подібні до описаної, але оскільки апарат не повертається в ту саму точку, з якої починався його рух, вони не є циклічними.
Існують інші подібні траєкторії з періодами близько двох, трьох тощо сидеричних місяців. У кожному разі два апогеї розташовуватимуться все далі й далі від Землі. Шванігер такі траєкторії не розглядав.
Звичайно, така траєкторія є одним із рішень задачі трьох тіл. Задача віднайдення траєкторії вільного повернення є прикладом кругової обмеженої задачі трьох тіл.
Математичний розрахунок траєкторії вільного повернення не враховує роботу двигуна космічного апарата. На практиці ж він під час свого руху може здійснювати невеликі корекції траєкторії або інші орбітальні маневри.

### Траєкторія вільного повернення у місії «Аполлон»
Траєкторія вільного повернення — найочевидніший приклад траєкторії, яка дає змогу безпечно повернути екіпаж на Землю в разі збою системи. Її використовували в місячних місіях «Аполлон-8», «Аполлон-10» і «Аполлон-11». Вільне повернення до точки, з якої космічний апарат починає без додаткових корекцій повертатися на Землю, є безпечнішим, ніж проліт поблизу Землі, який потребуватиме для повернення увімкнення двигуна, щоб запобігти повторному відльоту від неї. Оскільки ці космічні апарати проєкту «Аполлон» рухалися за планом, їм не довелося застосовувати вільне повернення, і, наблизившись до Місяця, вони вийшли на орбіту навколо нього.
Швидкість входження в атмосферу після повернення з Місяця становить приблизно 11,1 км/с (40 100 км/год). Для порівняння: швидкість повернення космічного апарата з низької навколоземної орбіти (НОО), наприклад, під час повернення з МКС, становить приблизно 7,8 км/с (28 000 км/год).
Оскільки запуск космічних апаратів траєкторією вільного повернення суттєво обмежував місця, у яких вони могли сісти на Місяці, пролітаючи повз нього, подальші апарати місії «Аполлон», починаючи з «Аполлона-12» (у тому й злощасний «Аполлон-13»), летіли гібридною траєкторією. Спершу вони виходили на високоеліптичну орбіту навколо Землі, яка не досягала Місяця, але давала змогу повернути космічний апарат до коридору входу в атмосферу Землі. Потім вони виконали проміжний маневр, який виводив їх на траєкторію прольоту поблизу Місяця; ця траєкторія не передбачала вільного повернення. Такий підхід давав змогу гарантувати безпеку, порівнянну з безпекою вільного повернення від самого запуску: космічні апарати полишали траєкторію вільного повернення лише після того, як всі його системи було перевірено в умовах космосу, а місячний модуль було пристиковано до командного модуля, що забезпечувало можливість здійснення маневру повернення на Землю.
Космічний апарат місії «Аполлон-13», зазнавши аварії, протягом кількох годин фактично використовував місячний модуль для того, щоб перейти із запланованої траєкторії переходу на навколомісячну орбіту на траєкторію вільного повернення на Землю. «Аполлон-13» був єдиним серед апаратів програми «Аполлон», який фактично облетів Місяць траєкторією вільного повернення. Утім, через дві години після проходження найближчої точки до Місяця він здійснив маневр, який зменшив тривалість повернення на Землю на 10 годин і перемістив місце приземлення з Індійського океану до Тихого.

## Система Земля— Марс
Переліт до орбіти Марса траєкторією вільного повернення теж можливий. Як і у випадку з Місяцем, цей варіант переважно розглядається для пілотованих місій.

### Траєкторії, запропоновані Робертом Зубріним
Роберт Зубрін у своїй книзі The Case for Mars аналізує різні траєкторії польоту до Марса для місії Mars Direct. Гоманівську траєкторію можна модифікувати так, щоб вона стала траєкторією вільного повернення. Переліт від Землі до Марса класичною гоманівською траєкторією триває 250 днів (0,68 року). У разі переривання місії і вільного повернення на Землю без використання двигуна на Марсі він триватиме 1,5 роки до повернення на Землю; зміна швидкості під час орбітального маневру в такому випадку становитиме 3,34 км/с.
Зубрін пропонує дещо швидший спосіб, за якого переліт від Землі до Марса триватиме лише 180 днів, але, якщо висадка на Марсі з якоїсь причини не сталася, зворотний переліт на Землю триватиме два роки. Пришвидшення перельоту до Марса потребуватиме більшої зміни швидкості — 5,08 км/с.
Зубрін пише, що подальше пришвидшення перельоту призводить значного збільшення зміни швидкості і тривалості вільного повернення. Наприклад, переліт на Марс за 130 днів потребує зміни швидкості на 7,93 км/с, а зворотне вільне повернення триватиме аж чотири роки. Тому Зубрін вважає найкращим 180-денний переліт.

### Інші траєкторії
Траєкторія вільного повернення застосовується також в інших проєктах, як-от Mars Semi-Direct та Inspiration Mars.
Існують також варіанти вільного повернення тривалістю два або три роки, які не залежать від гравітації Марса, натомість вони є просто перехідними орбітами з періодами 2 або 1,5 року відповідно. Дворічне вільне повернення передбачає, що переліт від Землі до Марса (у цій тоці політ переривається) і зворотний переліт до Землі можна здійснити за два роки.
Коридор входу (тобто діапазон допустимих кутів входу в атмосферу) для посадки на Марсі обмежений. Досвід показує, що кут траєкторії важко зафіксувати (з точністю, наприклад, ±0,5°). Через це швидкість входу в атмосферу обмежена: вона не має перевищувати 9 км/с. За такого припущення дворічне повернення неможливе протягом деяких років (це залежить від взаємного розташування Землі й Марса на їхніх орбітах), а в певні періоди часу повернення на Землю потребуватиме змінення швидкості на Марсі від 0,6 до 2,7 км/с.
У 2009 році агенція НАСА опублікувала документ під назвою Design Reference Architecture 5.0 для Марса. У ньому пропонується 174-денний переліт на Марс траєкторією, близькою до запропонованої Зубріним. Документ виходить із того, що переліт до Марса потребуватиме зміни швидкості космічного апарата на приблизно на 4 км/с. Тривалість вільного повернення на Землю у ньому не згадується.